# Singapurische Badmintonmeisterschaft 1956/57
Die Singapurische Badmintonmeisterschaft 1956/57 fand an mehreren Terminen im Oktober, November und Dezember 1956 statt. 

## Austragungsorte
- Singapore Badminton Hall

## Finalresultate
| Disziplin    | Sieger                    | Finalist                     | Ergebnis           |
| ------------ | ------------------------- | ---------------------------- | ------------------ |
| Herreneinzel | Omar bin Ibrahim          | Seah Lye Huat                | 10–15, 15–9, 18–15 |
| Dameneinzel  | Nancy Lim                 | Jessie Ong                   | 1–11, 11–3, 11–7   |
| Herrendoppel | Ismail Marjan Ong Poh Lim | Goh Tian Chye Tan Chin Guan  | 15–2, 15–8         |
| Damendoppel  | Lau Hui Huang Nancy Lim   | Nancy Ang Jessie Ong         | 15–6, 16–17, 15–7  |
| Mixed        | Ong Poh Lim Mary Quintal  | Teoh Peng Hooi Lau Hui Huang | 18-16, 15-6        |